# رومانو اسکانداریاتو
رومانو اسکانداریاتو (ایتالیایی: Romano Scandariato؛ ‏۲۹ نوامبر ۱۹۳۸–۱۸ دسامبر ۲۰۱۰) با نام مستعار رومانو گاستالدی (ایتالیایی: Romano Gastaldi) فیلم‌نامه‌نویس و کارگردان فیلم اهل ایتالیا بود.

## گزیدهٔ فیلم‌شناسی

### کارگردان
- دختر جوان دلربا (۱۹۷۶)
- برادر تاتسیو، اهل ولتری (۱۹۷۳)
- بازهم حکایت‌های کانتربری سکسی (۱۹۷۳)

### فیلم‌نامه‌نویس
- سکس عمیق (۱۹۸۰)
- امانوئل و تجارت برده سفید (۱۹۷۷)
- امانوئل و آخرین آدم‌خواران (۱۹۷۷)
- دختر جوان دلربا (۱۹۷۶)
- سپاسگزارم… مادربزرگ (۱۹۷۵)
- مرگ به یک قاتل لبخند می‌زند (۱۹۷۳)

### داستان‌نویس فیلم
- شوهر در تعطیلات (۱۹۸۱)
- سکس عمیق (۱۹۸۰)
- دختر جوان دلربا (۱۹۷۶)

### دستیار کارگردان
- دختر دبیرستانی با دوست پدرش کنار دریا (۱۹۸۰)
- بدون کمی هرزگی به کجا می‌توانی برسی؟ (۱۹۷۹)
- هرج‌ومرج بزرگ (۱۹۶۷)